# セニョールバスカドール
セニョールバスカドール（Senor Buscador）は、アメリカ合衆国の競走馬。主な勝ち鞍は2024年のサウジカップ、2022年のアックアックステークス、2023年のサンディエゴハンデキャップ。

## 戦績

### 2歳(2020年)
11月6日レミントンパーク競馬場の未勝利戦でデビューを果たし勝利。その後、レミントンスプリングボードマイル(米リステッド)で2番人気に推され、2着に5馬身3/4差をつけて勝利した。

### 3歳(2021年)
リズンスターステークス(米G2)に1番人気で出走するも、5着に敗れた。この後は休養にあて、3歳はたった1戦で終える。

### 4歳(2022年)
1年5ヶ月の休養を経て、条件戦から始動し勝利を収める。この後サンディエゴハンデキャップ(米G2)に出走するも、ロイヤルシップから10馬身差の8着に大敗する。
8月のパットオブライエンハンデキャップ(米G2)ではローレルリバーの3着に好走すると、次走のアックアックステークス(米G3)では、4番人気で出走し、2着に1馬身1/4差をつけて勝利し、重賞初制覇を飾った。その後、11月5日のブリーダーズカップ・ダートマイル(G1)に出走。最後方付近を追走するも最後の直線で伸びを欠き、8着に敗れる。

### 5歳(2023年)
3月5日のカーリボーハンデキャップで復帰して勝利を収める。この後、4月のオークローンハンデキャップ(米G2)は4着、5月のハリウッドゴールドカップは5着と精彩を欠いたが、7月のサンディエゴハンデキャップ(米G2)では道中最後方追走から直線で鋭い脚を伸ばして快勝し、重賞2勝目を挙げた。秋に入り、パシフィッククラシックステークス4着、オーサムアゲインステークス3着、ブリーダーズカップ・クラシックは7着とG1競走を3戦するが勝ち切れないレースが続いた。12月のシガーマイルハンデキャップ(米G2)はホイストザゴールドから4馬身離された2着に敗れる。

### 6歳(2024年) ～7歳（2025年）
1月27日のペガサスワールドカップでは後方2番手追走から最後の直線で追い込んできたが勝ち馬ナショナルトレジャーにクビ差及ばず2着となる。2月24日のサウジカップでは道中最後方追走から直線で懸命に追い上げてくると、先に抜け出したウシュバテソーロを頭差でかわして1着となり、G1競走初制覇を果たした。3月30日に行われたドバイワールドカップでは道中後方追走から直線でしぶとく脚を伸ばしたがローレルリバーから8馬身半差離された3着に敗れる。帰国後、8月24日のパットオブライエンハンデキャップでは道中馬群から離れた最後方から脚を溜め、直線で懸命に追い上げるも4着に終わると、9月28日のカリフォルニアクラウンステークスと11月2日のブリーダーズカップ・クラシックは共に5着に敗れる。12月7日に行われたシガーマイルハンデキャップでは行き脚がつかず終始後方のまま見せ場なく9着に終わった。その後、翌年1月25日のペガサスワールドカップへ向けて調整されていたが、1月19日の追い切り後に陣営は引退を決断した。引退後はレーンズエンドファームで種牡馬入りする。

## 血統表
| セニョールバスカドールの血統 | セニョールバスカドールの血統                | セニョールバスカドールの血統                | （血統表の出典）                            | （血統表の出典） |
| 父系                         | シアトルスルー系（ボールドルーラー系）      | シアトルスルー系（ボールドルーラー系）      | シアトルスルー系（ボールドルーラー系）      | [ § 2 ]          |
| 父 Mineshaft 黒鹿毛 1999     | 父の父A.P.Indy 黒鹿毛 1989                  | Seattle Slew                                | Bold Reasoning                              | Bold Reasoning   |
| 父 Mineshaft 黒鹿毛 1999     | 父の父A.P.Indy 黒鹿毛 1989                  | Seattle Slew                                | My Charmer                                  |                  |
| 父 Mineshaft 黒鹿毛 1999     | 父の父A.P.Indy 黒鹿毛 1989                  | Weekend Surprise                            | Secretariat                                 | Secretariat      |
| 父 Mineshaft 黒鹿毛 1999     | 父の父A.P.Indy 黒鹿毛 1989                  | Weekend Surprise                            | Lassie Dear                                 |                  |
| 父 Mineshaft 黒鹿毛 1999     | 父の母Prospectors Delite 1989               | Mr.Prospector                               | Raise a Native                              | Raise a Native   |
| 父 Mineshaft 黒鹿毛 1999     | 父の母Prospectors Delite 1989               | Mr.Prospector                               | Gold Digger                                 |                  |
| 父 Mineshaft 黒鹿毛 1999     | 父の母Prospectors Delite 1989               | Up the Flagpole                             | Hoist The Flag                              | Hoist The Flag   |
| 父 Mineshaft 黒鹿毛 1999     | 父の母Prospectors Delite 1989               | Up the Flagpole                             | The Garden Club                             |                  |
| 母 Rose's Desert 黒鹿毛 2008 | 母の父Desert God 鹿毛 1991                  | Fappiano                                    | Mr.Prospector                               | Mr.Prospector    |
| 母 Rose's Desert 黒鹿毛 2008 | 母の父Desert God 鹿毛 1991                  | Fappiano                                    | Killaloe                                    |                  |
| 母 Rose's Desert 黒鹿毛 2008 | 母の父Desert God 鹿毛 1991                  | Blush With Pride                            | Blussing Groom                              | Blussing Groom   |
| 母 Rose's Desert 黒鹿毛 2008 | 母の父Desert God 鹿毛 1991                  | Blush With Pride                            | Best in Show                                |                  |
| 母 Rose's Desert 黒鹿毛 2008 | 母の母Miss Glen Rose 黒鹿毛 2001            | Peaks and Valleys                           | Mt. Livermore                               | Mt. Livermore    |
| 母 Rose's Desert 黒鹿毛 2008 | 母の母Miss Glen Rose 黒鹿毛 2001            | Peaks and Valleys                           | Strike a Balance                            |                  |
| 母 Rose's Desert 黒鹿毛 2008 | 母の母Miss Glen Rose 黒鹿毛 2001            | Snippet                                     | Alysheba                                    | Alysheba         |
| 母 Rose's Desert 黒鹿毛 2008 | 母の母Miss Glen Rose 黒鹿毛 2001            | Snippet                                     | Pert                                        |                  |
| 母系(F-No.)                  | (FN:23-b)                                   | (FN:23-b)                                   | (FN:23-b)                                   | [ § 3 ]          |
| 5代内の近親交配              | Mr. Prospector：S3×M4 Blussing Groom：M5×M4 | Mr. Prospector：S3×M4 Blussing Groom：M5×M4 | Mr. Prospector：S3×M4 Blussing Groom：M5×M4 | [ § 4 ]          |
| 出典                         | 1. 2. 3. 4.                                 | 1. 2. 3. 4.                                 | 1. 2. 3. 4.                                 | 1. 2. 3. 4.      |